# Forum Würth Chur

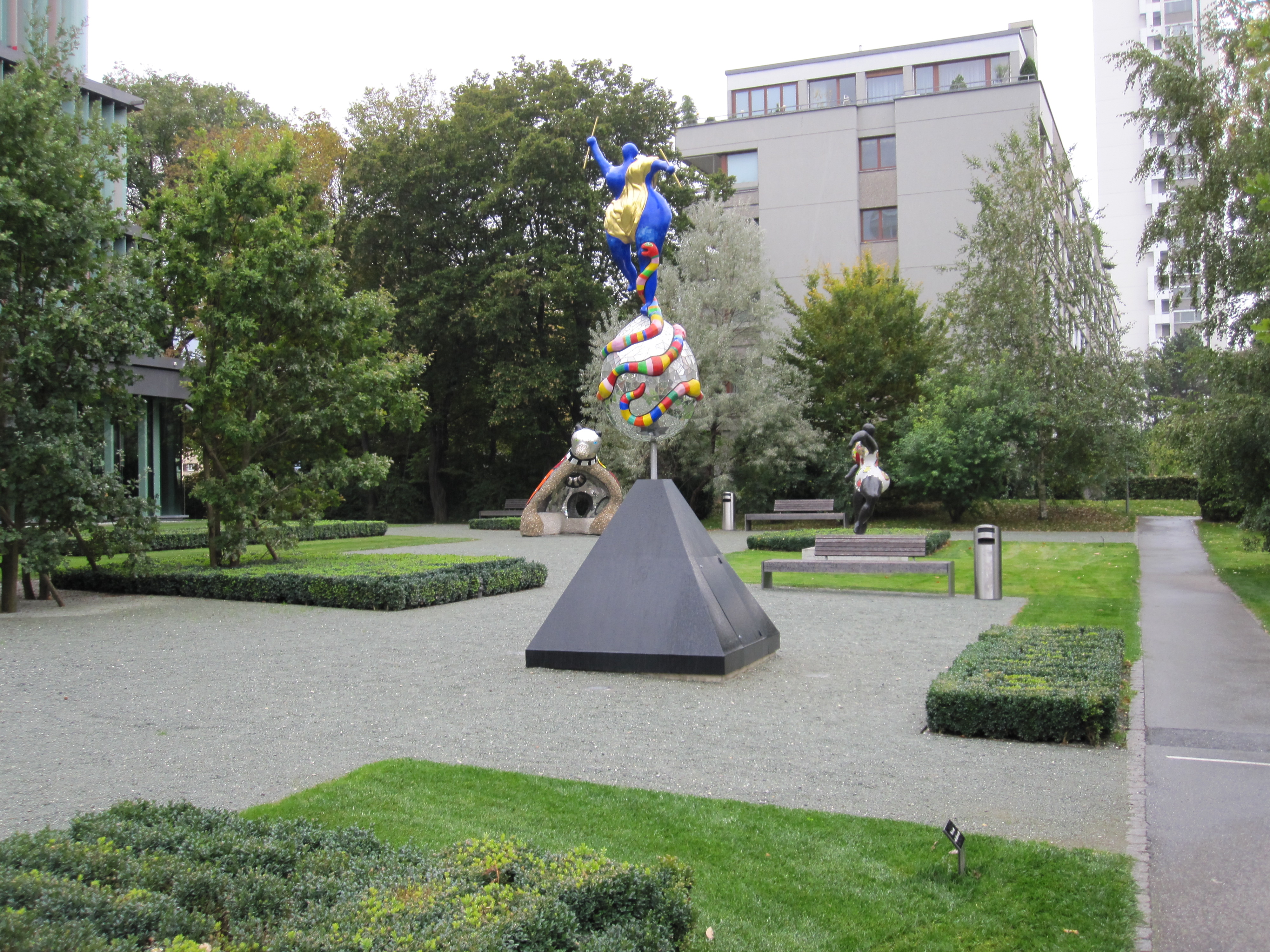
Der Skulpturenpark

Das Forum Würth Chur in der Bündner Kantonshauptstadt Chur ist eine Ausstellungsstätte für internationale Kunst und Kultur der Sammlung Würth. Es wurde 2002 in Zusammenhang mit dem neu errichteten Verwaltungsgebäude von Jüngling & Hagmann eingeweiht und liegt an der Aspermontstrasse 1 im Lacunaquartier.

## Geschichte
Im Kunst-Bereich in der Eingangshalle finden Wechsel-Ausstellungen statt, bestückt aus der über 18 000 Exponate umfassenden Kunstsammlung Würth.
Vom Oktober bis März finden im Forum Würth Chur auch Kleinkunst-Veranstaltungen statt.
Im Juli 2007 wurde in Ergänzung zu den Dauer- und Sonderausstellungen im Innenbereich ein Skulpturenpark mit einer Fläche von rund 1 200 m² eröffnet. Im Skulpturenpark sind Exponate von Niki de Saint Phalle, Jean Tinguely, Bernhard Luginbühl, Carlo Borer und Not Vital vertreten.

## Galerie

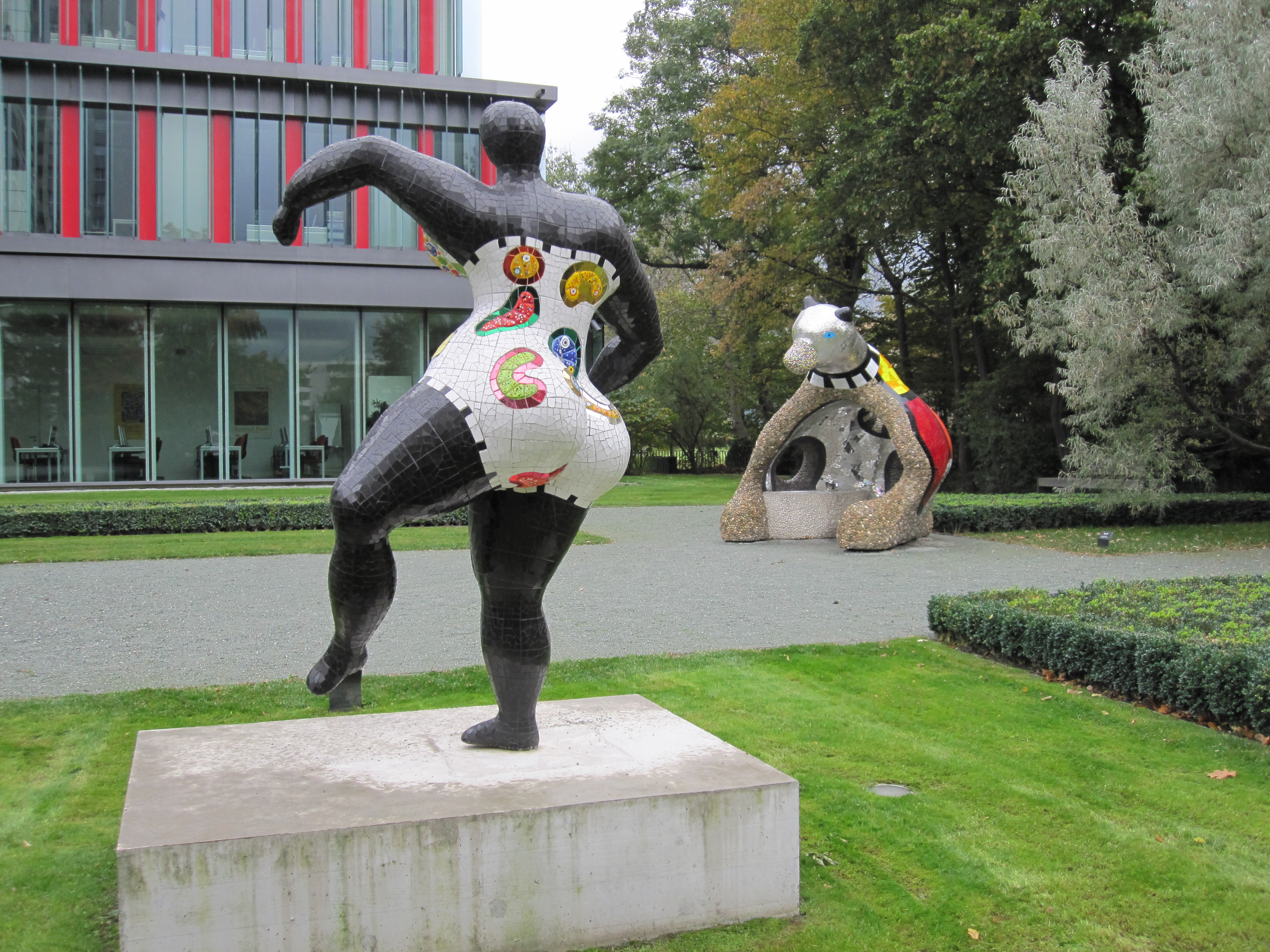
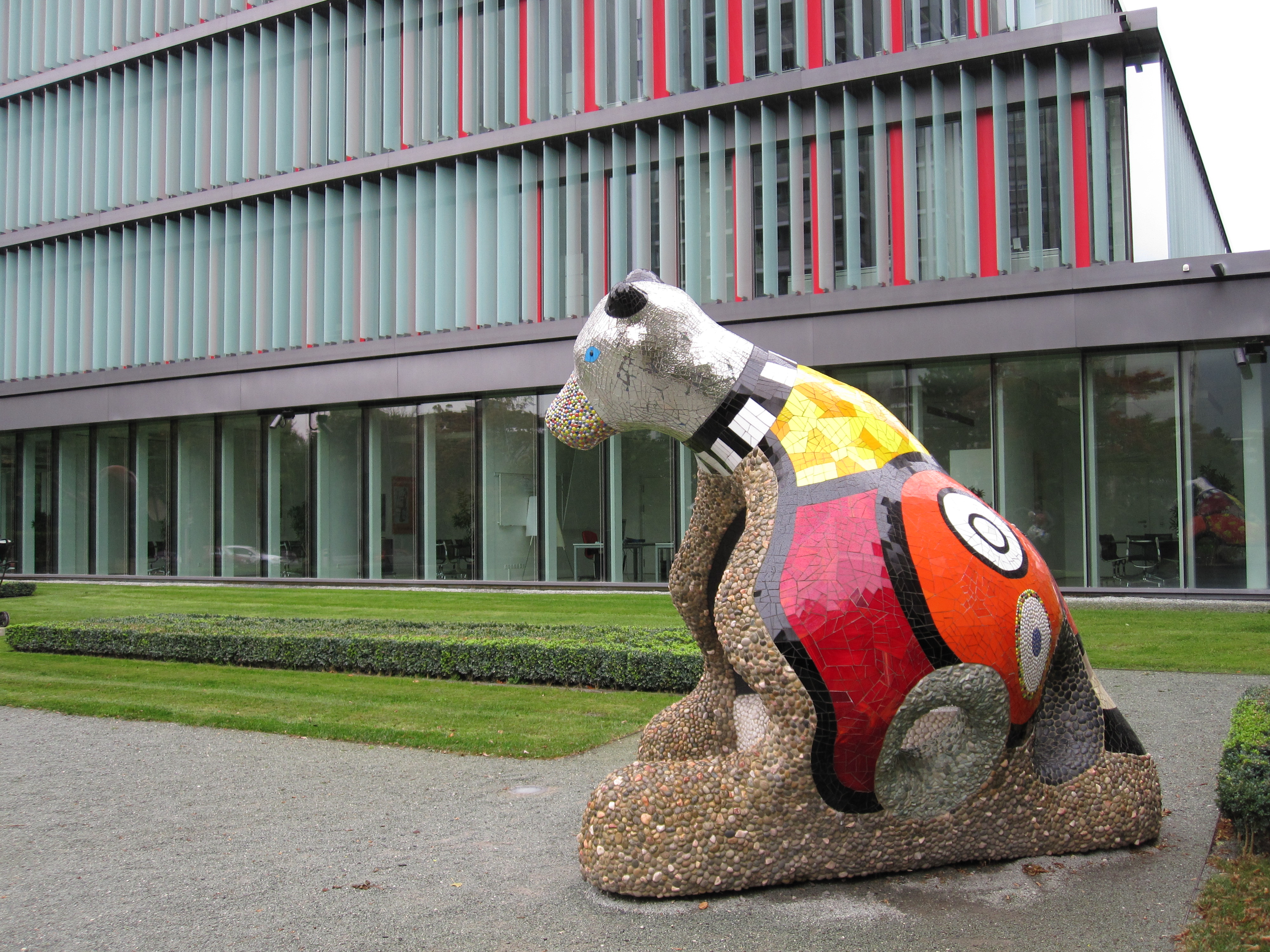
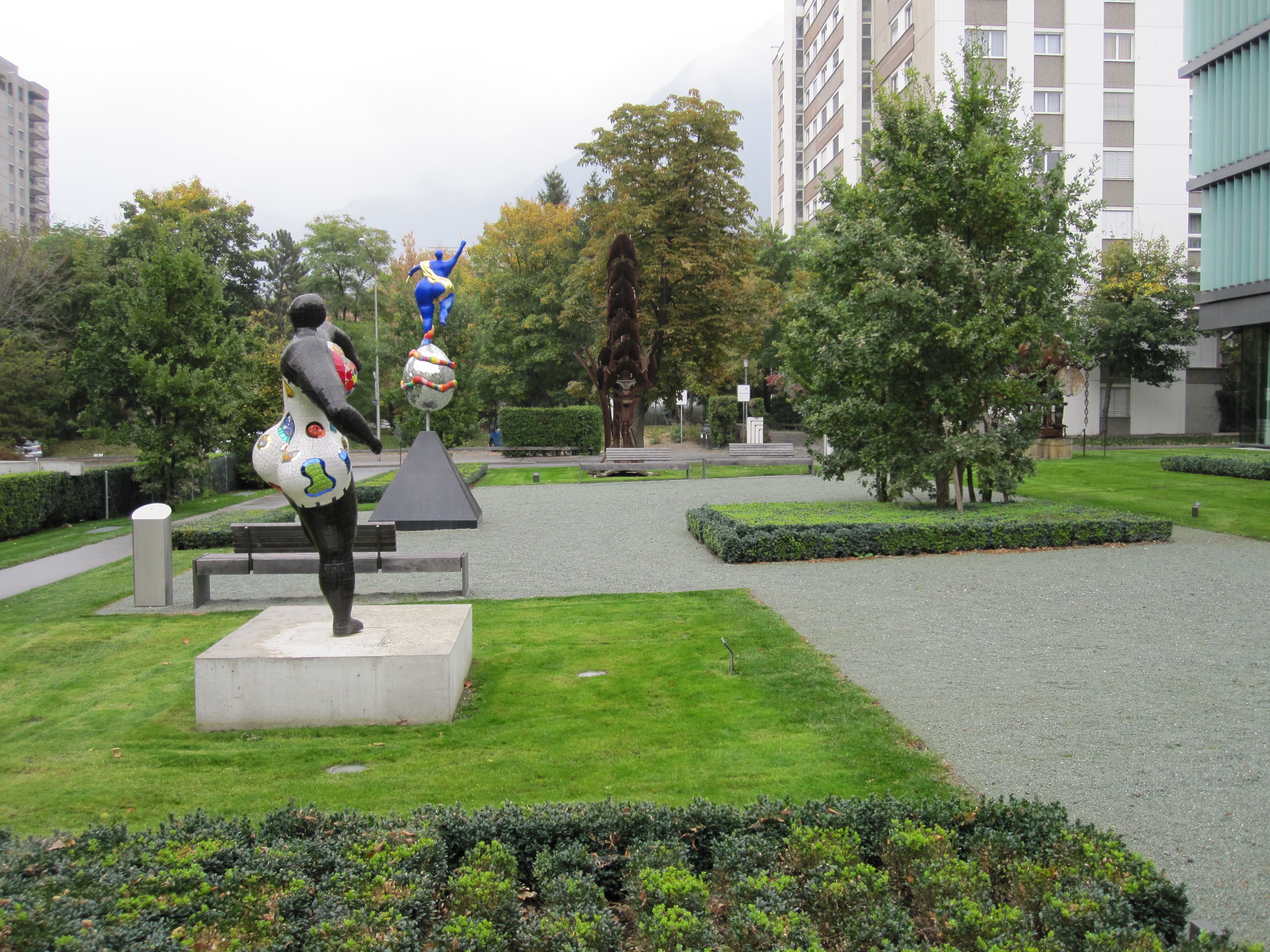